# Eklogit

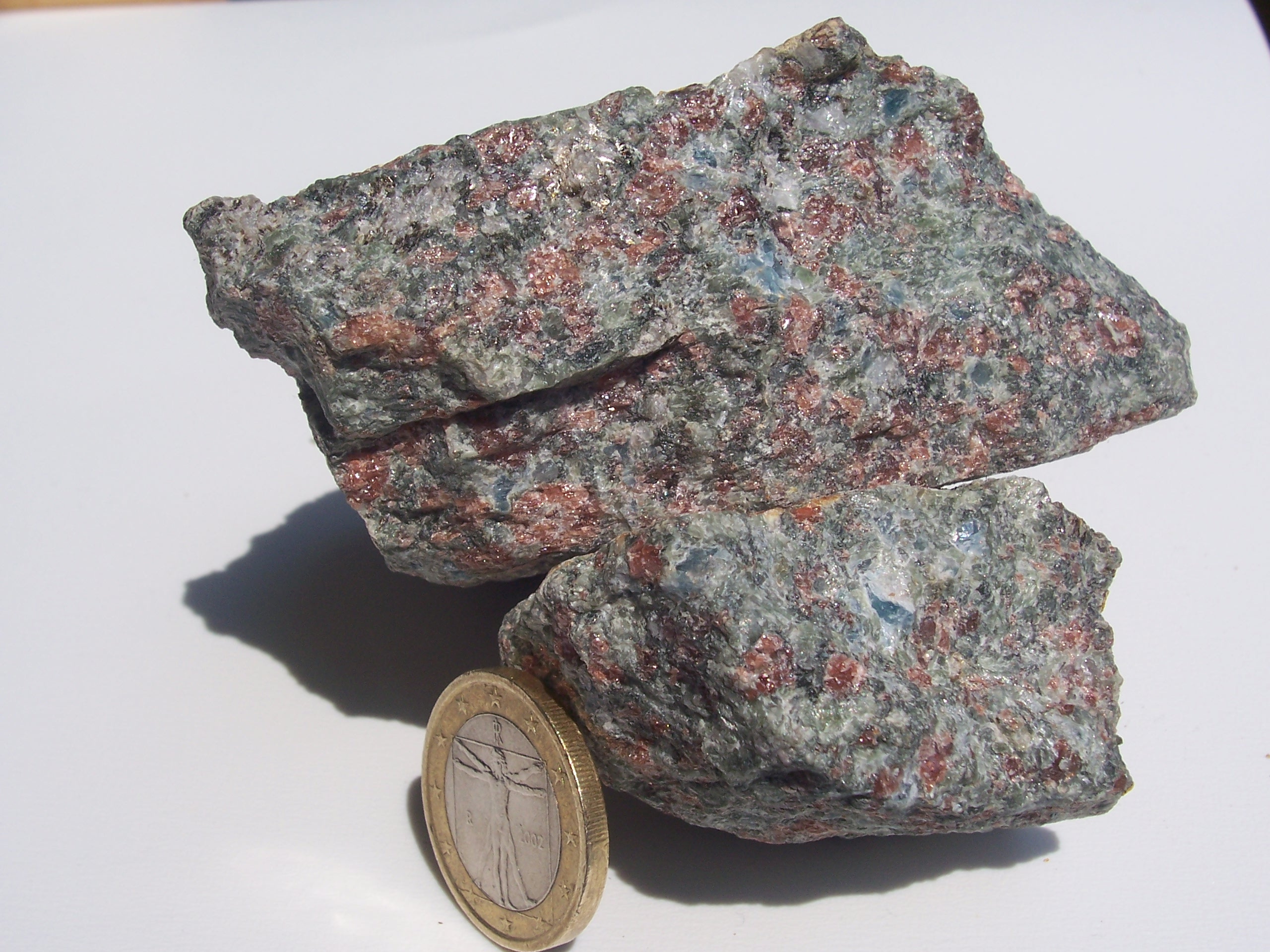
Eklogit.

Eklogit är en metamorf bergart som till största del består av pyroxen, hornblände och granat. Eklogit är en metamorf bergart som bildats vid högt tryck under stort djup från en basisk ursprungsbergart. Det är en bergart som innehåller låga halter av kiselsyre, till exempel basalt, i samband med bergskedjebildning. Eklogitens densitet är 3,4 kg/dm3
I Sverige är eklogit relativt sällsynt, men finns i fjällkedjan samt i Sydvästsverige. Några bergarter som liknar eklogit är granatförande diorit, hyperit och gabbro.